# FIFA 21
FIFA 21 – komputerowa gra sportowa o tematyce piłki nożnej, stworzona przez studio EA Canada i wydana przez Electronic Arts. Jest to dwudziesta ósma część piłkarskiej serii FIFA. Premiera gry odbyła się 9 października 2020.

## Rozgrywka

### Ultimate Team
Ultimate Team zawiera karty 100 ikon piłki nożnej, w tym 11 nowych imion: Éric Cantona, Petr Čech, Ashley Cole, Samuel Eto’o, Philipp Lahm, Ferenc Puskás, Bastian Schweinsteiger, Davor Šuker, Fernando Torres, Nemanja Vidić oraz Xavi. Jens Lehmann natomiast został pozbawiony karty ikony w porównaniu do poprzednich gier z serii.
W Ultimate Team dodano rozgrywki w trybie wieloosobowym w postaci Division Rivals, Squad Battles oraz Friendlies online (rozgrywka ze znajomymi). Wcześniej, Mistrzostwa FUT były otoczone kontrowersjami, ponieważ system został uznany za źródło internetowego handlu. W styczniu 2019 EA zgodziło się zaprzestać sprzedaż Fifa Points w Belgii, pod wpływem nacisków tamtejszego rządu. Petycje o zakazanie sprzedaży FIFA Points rozpoczęły się w czerwcu 2020, a legalność waluty gry była również tematem debat w Stanach Zjednoczonych i Wielkiej Brytanii. Gracze mogą rozwijać swój stadion FUT w miarę rozwoju swojego klubu w Mistrzostwach FUT. Statystyki kart specjalnych można teraz ulepszać indywidualnie. Przeprojektowane menu umożliwia dostęp do drużyny i stadionu bezpośrednio z dowolnego miejsca w menu głównym. W nadchodzących wydarzeniach FUT gracze mogą współpracować ze społecznością FUT, aby odblokować paczki, monety, przedmioty klubowe lub karty graczy w ramach głównych celów wydarzenia.
Lista TOP 100 najlepszych graczy Mistrzostw FUT została rozszerzona do TOP 200. Na cotygodniową pozycję w rankingu składają się m.in. wyniki z 30 meczów w Division Rivals. Gracze mogą również rozegrać więcej meczów o inne korzyści, natomiast dodatkowo rozegrane mecze nie podniosą ich rangi.
Przedmioty użytkowe wykorzystywane do treningu zostały usunięte. Piłkarze nadal tracą kondycję i wytrzymałość podczas meczu, ale automatycznie rozpoczynają kolejny mecz z pełną sprawnością. Przedmioty lecznicze zostały znacznie uproszczone w porównaniu do poprzednich gier z serii.

### Tryb kariery
Po latach krytyki ze strony społeczności gry w trybie kariery pojawiły się nowe dodatki, zmiany dotyczyły głównie trybu menadżera. Nowe dodatki dotyczą nowego interaktywnego trybu symulacji meczów, który umożliwia graczom natychmiastowe dołączenie i opuszczenie meczu. Nowy i ulepszony system treningowy, wprowadza: tygodniowy harmonogram treningów i możliwość trenowania zawodników do gry na różnych pozycjach, nowe statystyki i ulepszony system akademii młodzieżowych.

### Volta football
Volta Football został wprowadzony w FIFA 20 i powrócił w FIFA 21. Według twórców Volta 21 ma ulepszenia, których nie miał poprzednik trybu. Twórcy wprowadzili nowe tryby gry, takie jak np. Debiut, jako kontynuacja zeszłorocznego trybu fabularnego, w którym wystąpił Zinédine Zidane, Thierry Henry, Kaká i Frank Lampard. Volta Football zawiera również tryb Volta Squads, tryb online, w którym gracze mogą zagrać ze znajomymi oraz w trybie bitew fabularnych. W trybie pojawiło się również pięć nowych lokalizacji (Dubaj, Mediolan, Paryż, São Paulo i Sydney) oraz został dodany nowy stadion Volta.
Tryb Volta 21 stanowi kontynuację historii Revvy’ego, który rozwija karierę ulicznego piłkarza, biorąc udział w turnieju w São Paulo zorganizowanym przez piłkarza Kaká. Po zwycięstwie drużyny Revvy’ego, Kaká zaprasza jego kolegę z drużyny, Kotaro Tokudę, na turniej w Dubaju jako kapitana swojej drużyny. Revvy i jego koledzy z drużyny są zazdrośni, ale Beatriz Villanova – agent Alexa Huntera, zorganizowała serię meczów przeciwko drużynom w turniejach na całym świecie w nadziei, że pokonanie ich zapewni drużynie Revvy’ego miejsce w turnieju organizowanym w Dubaju. Po wygranych meczach w Paryżu, Sydney i Mediolanie drużyna Revvy’ego zostaje zaproszona na turniej. Po przybyciu Beatriz informuje zespół, że zespoły będą zarządzane przez legendarnych byłych piłkarzy – tymi menedżerami są Zidane, Henry, Kaká i Lampard. Thierry Henry zostaje wybrany menadżerem zespołu Revvy’ego. Drużyna wygrywa turniej, pokonując w finale drużynę Kaki. Drużyna Revvy’ego gra następnie mecz pokazowy przeciwko drużynie składającej się z legendarnych piłkarzy.

### Licencja
W grze występuje ponad 30 oficjalnych lig, ponad 700 klubów piłkarskich i ponad 17 000 piłkarzy. W sierpniu 2020 EA Sports ogłosiło wieloletnie partnerstwo na wyłączność z A.C. Milanem i Interem Mediolan.
Kluby takie jak: Juventus, AS Roma, River Plate, Boca Juniors i Corinthians nie występują w FIFA 21, zamiast tego nazywane są odpowiednio jako Piemonte Calcio, Roma FC, Nunez, Buenos Aires i Oceânico FC. Gra zachowuje podobizny graczy (z wyjątkiem Oceânico FC), ale oficjalne herby, stroje i stadiony są niedostępne, a zamiast tego powstały niestandardowe projekty herbów, strojów i stadionów stworzone przez EA Sports. Bayern Monachium jest dostępny w grze z licencjonowanymi piłkarzami, jednakże bez licencjonowanego stadionu – Allianz Areny. Reprezentacja Finlandii w piłce nożnej mężczyzn jest po raz pierwszy w serii gier FIFA w pełni licencjonowana.
Elland Road, stadion Leeds United, nie został pierwotnie uwzględniony w grze, mimo że klub osiągnął awans do Premier League. EA stwierdziło, że było to spowodowane opóźnieniem sezonu przez pandemię COVID-19, co oznaczało, że nie było wystarczająco dużo czasu, aby uwzględnić stadion podczas startu gry. Jednak w lutym 2021 stadion został ostatecznie dodany do gry, dzięki czemu wszystkie 20 drużyn Premier League miało licencjonowane stadiony.
W listopadzie 2020 Zlatan Ibrahimović ogłosił, że nie jest zadowolony z wykorzystania jego podobizny przez EA Sports w swoich grach, zwłaszcza w FIFA 21, zamierzając tym samym podjąć kroki prawne przeciwko deweloperowi. Piłkarz twierdził, że nie autoryzował osobiście swojego wizerunku EA Sports, następnie do piłkarza dołączył Gareth Bale, a ostatecznie grupa ok. 300 innych piłkarzy.

## Wydanie gry
FIFA 21 została wydana na całym świecie 9 października 2020 na Microsoft Windows, PlayStation 4, Xbox One i Nintendo Switch. Wersja na konsolę Nintendo to Edycja Legacy, z drobnymi aktualizacjami, która jednak nie zawiera nowych trybów gry ani innowacji w rozgrywce. Gra ma trzy oficjalne edycje: Ultimate, Champions i Standard, dwie pierwsze zostały wydane 6 października 2020 przed wydaniem edycji Standard 9 października. Abonenci EA Play mogli otrzymać 10-godzinną wersję próbną gry FIFA 21 z wczesnym dostępem 1 października. Gra została również wydana na PlayStation 5, Xbox Series X/S i Google Stadia w grudniu 2020.

### Okładka gry oraz ambasadorowie
W lipcu 2020, napastnik Paris Saint-Germain Kylian Mbappé, został ogłoszony gwiazdą okładki wszystkich trzech edycji gry. Oficjalnymi ambasadorami gry zostali natomiast mianowani: Erling Haland, Trent Alexander-Arnold, João Félix, Sam Kerr, Wu Lei, Javier Hernández oraz Carlos Vela.
Ambasadorami FIFA Next została wyłoniona grupa wschodzących talentów piłkarskiego świata, takich jak: Mason Mount, Georgia Stanway, Phil Foden, Mallory Pugh, Steven Bergwijn, Theo Hernández, Rodrygo Gomes, Sergiño Dest, Giovanni Reyna, Bruno Guimarães, Hwang Hee-chan oraz Aaron Connolly.

### Komentarz
Komentatorami polskojęzycznej wersji FIFA 21 zostali Dariusz Szpakowski oraz Jacek Laskowski.

## Odbiór gry
Według serwisu Metacritic wersja  gry na Xbox One otrzymała w większości pozytywne opinie wśród recenzentów, podczas gdy wersje na PC i PS4 otrzymały mieszane lub średnie recenzje. Wersja gry na Nintendo Switch otrzymała od krytyków w większości nieprzychylne opinie.
Serwis IGN przyznał grze FIFA 21 na konsolę Nintendo Switch ocenę 2/10, decydując się w dużej mierze ponownie opublikować tę samą recenzję, która wcześniej dotyczyła FIFA 20, uważając, że gra nie została praktycznie w ogóle zmieniona.
Gra została nominowana w kategorii Najlepsza gra podczas  The Game Awards 2020.
Recenzenci skrytykowali grafikę pudełkowej wersji gry, nazywając również jej skład niespójnym, a samą okładkę porównali do innej gry studia – EA Sports UFC 4.

### Kontrowersje
W połowie marca 2021 gracze FIFA 21 odkryli, że co najmniej jeden pracownik EA sprzedawał specjalne karty Icon Moment z dodatku Ultimate Team, były to bardzo rzadkie karty, które można było zdobyć poprzez grinding lub za pomocą mikrotransakcji, które nie dawały graczom pewności zdobycia wspomnianych kart. EA wszczęło dochodzenie, myśląc początkowo, że wiele kont EA najwyraźniej sprzedawało karty ikon za pośrednictwem mechanizmu dostępnego w grze, który pozwalał personelowi EA przyznawać graczom przedmioty Ultimate Team.